# Josef Srb-Debrnov
Josef Srb-Debrnov (Debrné, 18 de septiembre de 1836 - Praga, 1 de septiembre de 1904) fue un historiador de música y escritor checo.
Fue amigo cercano de Bedřich Smetana, Karel Bendl y Antonín Dvořák, entre otros. En su casa de Jirchářích se solían interpretar por primera vez obras de los compositores de su época, participando como intérprete del chelo.
Durante incendio en el Teatro Nacional, Srb-Debrnov rescató y preservó los manuscritos de las óperas de Smetana.
Srb-Debrnov fue responsable de traducir al alemán el libreto de la ópera La novia vendida.
- Datos: Q15408548
- Multimedia: Josef Srb / Q15408548